# テクニカラー (企業)
旧社名テクニカラー（Technicolor）、現ヴァンティヴァ（Vantiva SA）は、フランス・パリに本社を置く通信機器メーカー。1893年にフランス・トムソン＝ヒューストン方式運用会社（Compagnie Française pour l'Exploitation des Procédés Thomson-Houston）として設立され、その後2010年までトムソン（Thomson）、2022年までテクニカラーの社名を使用していた。ユーロネクスト・パリ（旧：パリ証券取引所）に株式を上場しており、アメリカ・OTCピンク（店頭取引）でも株式が取引されている。かつてはイシー＝レ＝ムリノーに本社が存在した。
ゲートウェイ機器やセットトップボックスの開発、光ディスク（DVD、ブルーレイディスク）の製造・流通管理を主要な事業としており、光ディスクの業界団体であるDVDフォーラムやBlu-ray Disc アソシエーションに創立メンバーとして参加している他、2017年4月までMP3フォーマットの特許とライセンスを保持していた。
過去には家電製品をトムソンやRCA、放送機器をグラスバレー（Grass Valley）、映画関連機器をテクニカラーのブランド名で事業を行っていた。
なお、情報サービス業のトムソン（現：トムソン・ロイター）や、ニードルベアリングやメカトロニクスの日本トムソンとの関連性はない。

## 沿革

### 1893年～1966年：創業期から成長期に至るまで
| エリフ・トムソン |  | エドウィン・J・ヒューストン |
| エリフ・トムソン |  | エドウィン・J・ヒューストン |

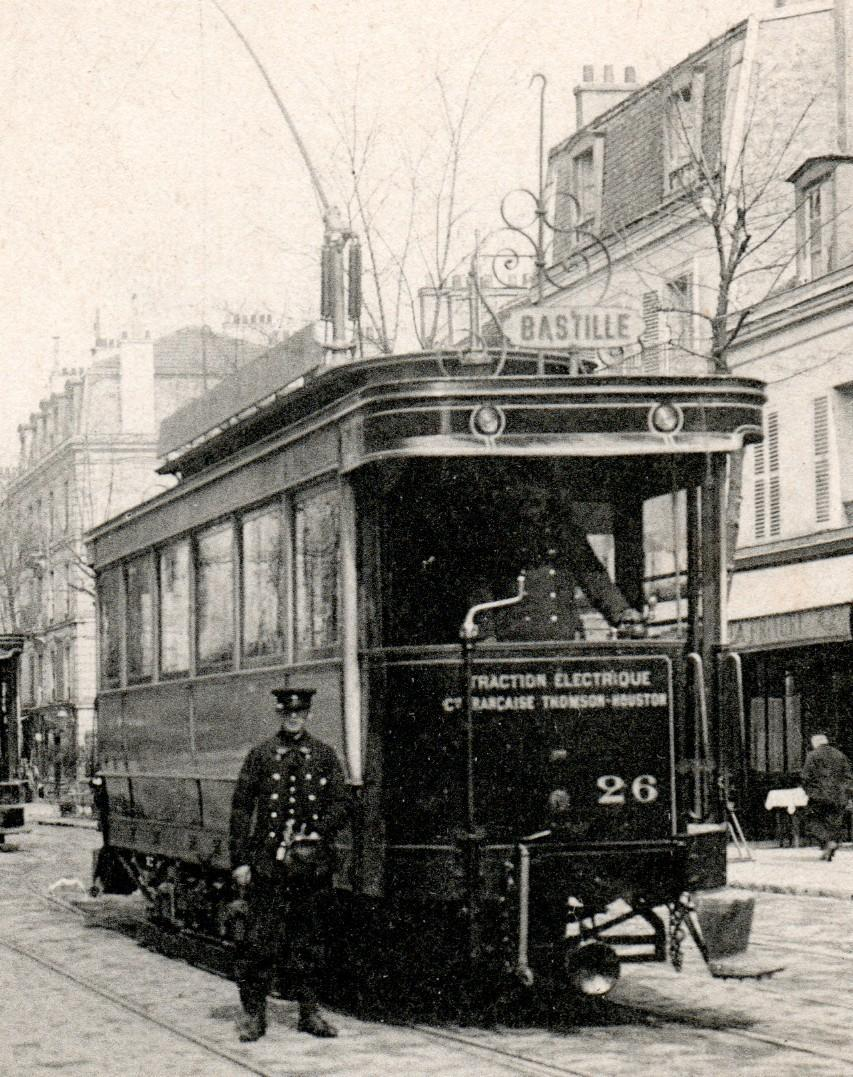
フランス・トムソン・ヒューストンの路面電車（1905年)

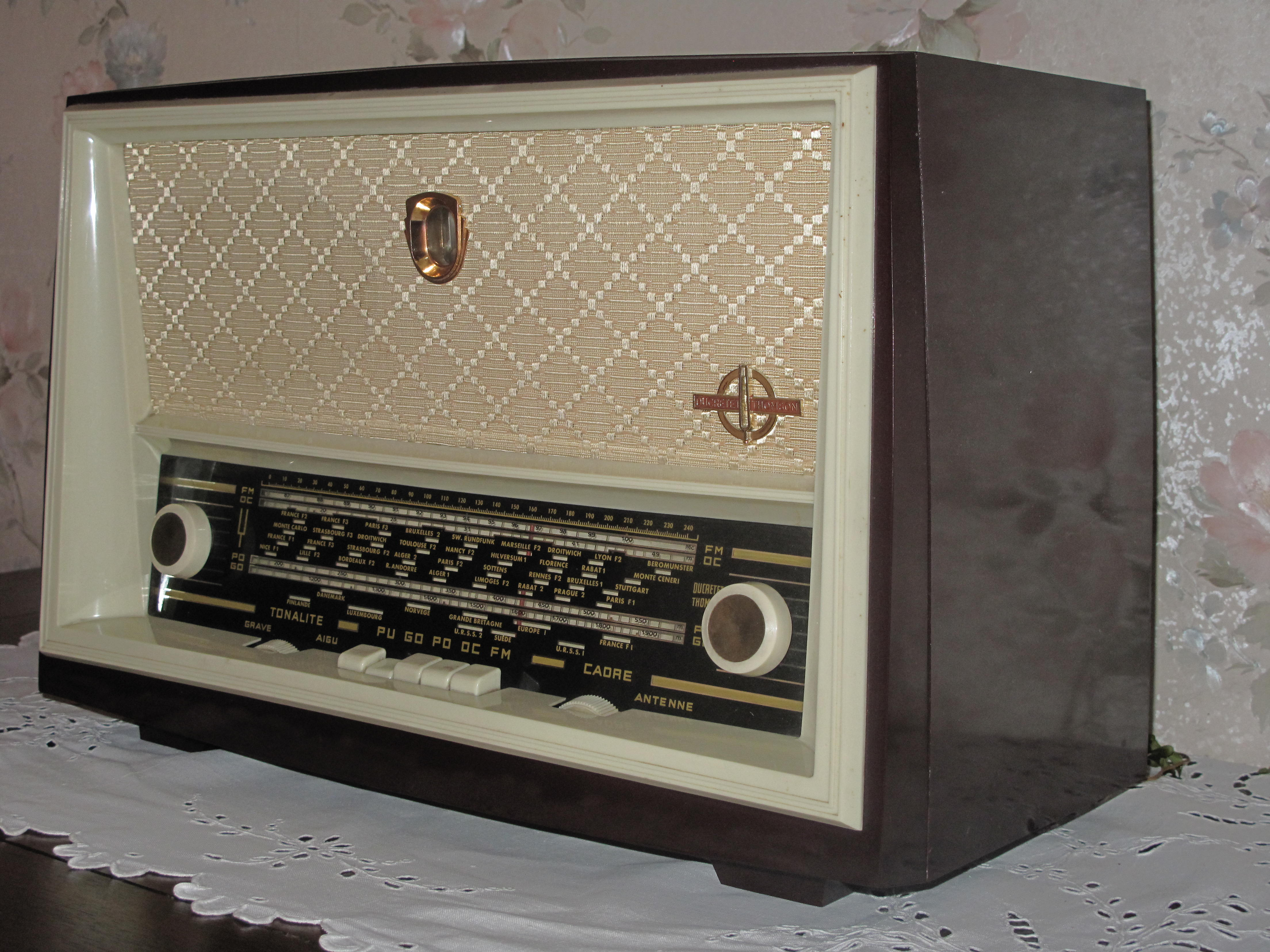
デュクレテ・トムソン製ラジオ(1955年頃)

1880年、エリフ・トムソンとエドウィン・J・ヒューストンがアメリカ・コネチカット州ニューブリテンにてアーク灯製造会社アメリカン・エレクトリック（American Electric Company）を設立。1883年にマサチューセッツ州リンに本社を移転し、トムソン・ヒューストン・エレクトリック（Thomson-Houston Electric Company）と社名を変えた。同社はその後1892年、エジソン総合電気会社（Edison General Electric Company）と合併してゼネラル・エレクトリック（GE）となり、現在に至っている。
1893年2月27日、GEの姉妹会社としてフランス・トムソン＝ヒューストン方式運用会社がパリに設立された。元々旧トムソン・ヒューストン・エレクトリック社が持っていた発電および送電に関する特許技術を活用する目的で設立されたこの会社は、当時の交通手段であった路面電車の分野で成長を遂げた。20世紀初頭に入ると、鉄道信号機や電話機の分野に参入。1921年にはマツダ（Mazda）のブランド名で電球を販売し、1928年に重工業事業を新設の別会社に移管しアルストムを設立。この他放射線部門を分社化した放射線公社（Compagnie Générale de Radiologie）や無線通信機器製造会社のデュクレテ・トムソン（Ducretet Thomson）を設立した。1941年には社名を縮めフランス・トムソン＝ヒューストン社（Compagnie Française Thomson-Houston）に改めた。
1960年代になると、冷蔵庫、洗濯機、コンロなどの家電製品にも手を広げ、通信機器においてはフランス国内で50％のシェアを獲得していた。1966年には自動車メーカーのオチキス＝ブラント社（Hotchkiss-Brandt）と合併しトムソン＝ヒューストン・オチキス＝ブラント（Thomson-Houston-Hotchkiss-Brandt）と社名を変更。のちにトムソン・ブラント（Thomson-Brandt）となった。

### 1968年～1991年：国営化とグループの拡大
| トムソンCSF（現タレス・グループ）がかつて製造していた製品：（左）電力用トランジスタ、（右）地対空ミサイル用レーダー |  | トムソンCSF（現タレス・グループ）がかつて製造していた製品：（左）電力用トランジスタ、（右）地対空ミサイル用レーダー |
| トムソンCSF（現タレス・グループ）がかつて製造していた製品：（左）電力用トランジスタ、（右）地対空ミサイル用レーダー |  | |

| トムソンCSF製の小型ラジオ、NP1741（1972年頃） |  | トムソンCSF製の小型ラジオ、NP1741（1972年頃） |
| トムソンCSF製の小型ラジオ、NP1741（1972年頃） |  |                                               |

トムソンの社名時のロゴ

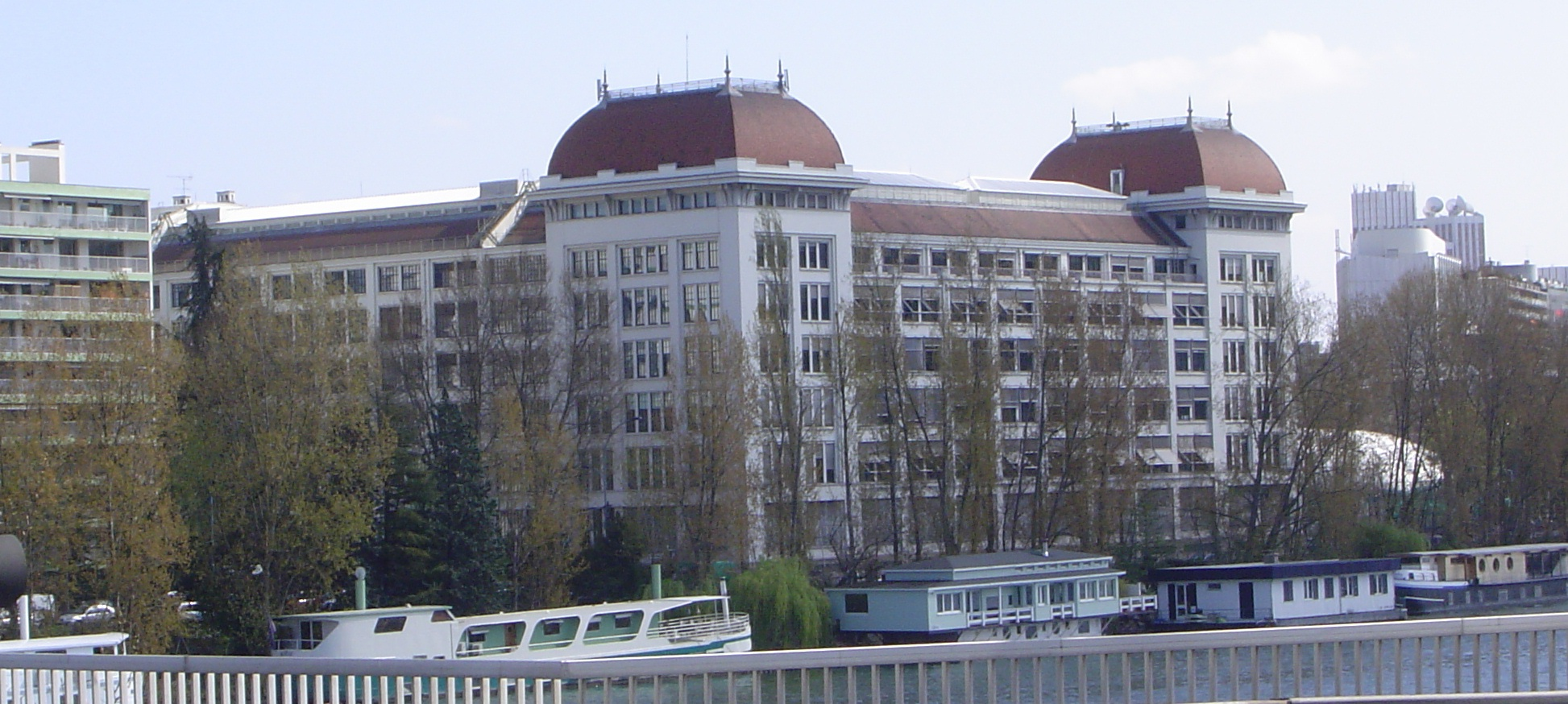
旧トムソン本社ビル

1968年、トムソン・ブラントの業務用電子機器部門が無線電信公社（Compagnie Générale de Télégraphie Sans Fil、CSF）と合併し、トムソンCSF（Thomson-CSF）となった。トムソンCSFは1970年代から1980年代にかけて、中東での大型輸出契約を獲得し、電話交換機、シリコン半導体、医療用画像処理にまで事業範囲を拡大させた
1982年にトムソン・ブラントとトムソンCSFは共に国営企業となり、トムソン・ブラントはトムソンと改名。トムソンCSFは同社に吸収合併されるが、対外的には独立した存在として扱われた。
1987年、トムソンはGEからRCAを含む同社の家電製品部門を獲得し、代わりに医療機器事業をGEに譲渡した。この時GEのブランドは10年間、RCAのブランドは永久使用を条件とした。同年、トムソンCSFの半導体事業を担うトムソン・セミコンデュクトゥール社（Thomson Semiconducteurs）がイタリア・SGSミクロエレットロニカ社（SGS Microelettronica）と経営統合し、SGSトムソン・マイクロエレクトロニクス（SGS-Thomson Microelectronics）となった。
1988年には、トムソンの家電製品部門としてトムソン・コンシューマー・エレクトロニクス（Thomson Consumer Electronics、以下TCE）が設立。1989年には航空機メーカー・アエロスパシアルの子会社3社とトムソンCSFの航空機部門が合併し、セクスタン・アヴィオニーク社（Sextant Avionique）が誕生。のちにアエロスパシアルによって売却され、トムソンCSF・セクスタン（Thomson-CSF Sextant）として子会社化した。
1990年には、トムソンCSFはオランダ企業フィリップスの軍事関連子会社であったオランダ信号機器（Hollandse Signaalapparaten BV、現：タレス・ネーデルラント）の買収を機に、軍事用製品の部門を強化。電話、ランプ、放射線などの事業を他の企業に売却した。この頃になると、トムソンは財務面において脆弱性を抱えるようになった。この年、TCEは27億フランの損失を計上し、その損失のほとんどをトムソンCSFの利益によって補填することで経営の安定を維持していた。1991年時点で、トムソンは防衛用電子機器の分野で世界第2位、家電分野においては日本の松下電器（現：パナソニック）やソニー、フィリップスに次いで第4位、半導体分野では第12位のシェアを獲得していた。

### 1995年～2000年：政府による売却、そして民営化へ

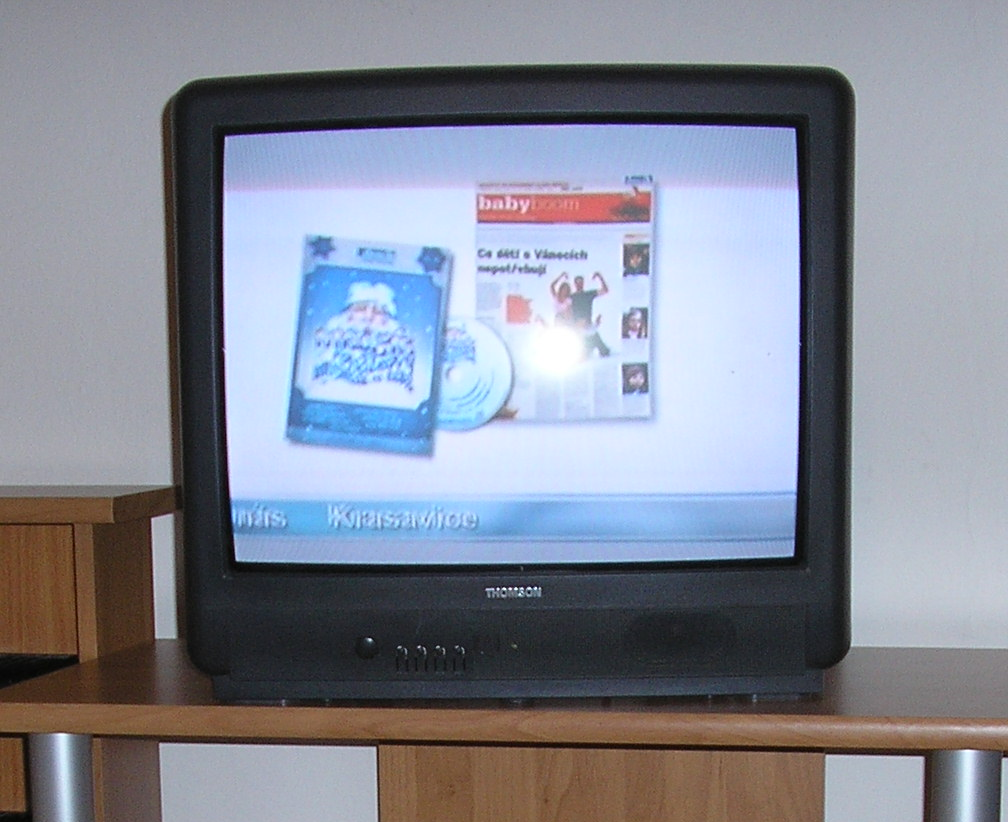
トムソン製のブラウン管テレビ

1994年、TCEは営業利益を1993年時点の1億5500万フランから、6億400万フランと4倍にまで増やし、売上高は14％増の381億4600万スイスフランを計上していたが、120億フランもの負債が3年もの間残ったままだった。翌1995年、TCEはトムソン・マルチメディア（Thomson Multimedia）と改称。光ディスク事業に参入し、東芝をはじめとする日本企業やJVC、タイム・ワーナー、フィリップスなどが参加するDVDフォーラムの一員としてDVDや派生規格であるDVD-RAMの規格制定に携わった。だが1995年末時点で、トムソンの負債額は238億フランにまで膨れ上がっており、経営状態は著しく悪化していた。
1996年、フランス政府はトムソンの民営化を決定し、トムソンCSFとトムソン・マルチメディアをそれぞれラガルデールグループと韓国企業の大宇電子に売却しようとした。売却後について、トムソンCSFはラガルデールのミサイル製造部門（Matra Defense Espace）と合併することが発表され、これによりトムソンは「輸出において比類なき打撃力を持つ」ことになるとされた。また、大宇電子はトムソン・マルチメディアの買収によりフランスで5000人の新規雇用を創出する予定であると報じられたが、当時首相であったアラン・ジュペはトムソン・マルチメディアを「現状では何の価値もない」と判断しており、政府が大宇電子に提示した売却額もわずか1フランという名目上の金額だった。
これに対し、トムソン・マルチメディアの従業員は売却に反対するデモを決行、フランス労働総同盟をはじめとする労働組合からはトムソンがRCAを獲得した後に「（政府が）資本増強を行えば、負債問題を解決できたはずだ」との声明を発表するなど、世論の反発を生んだ。さらに当時野党だった社会党からは「民営化プロセスを停止するよう政府に厳粛に要請する」との意見が出た。ワシントン・ポスト紙は1996年12月6日付の記事にて、大宇に対する人種差別的な抗議が各地域で見られ、地元新聞のル・モンド紙が風刺画で「細い目に丸眼鏡をかけた」大宇の役員を描いた風刺画を掲載したり、労働者がデモの際「粗雑なアジア人の顔」を描いたTシャツを着ていたことを報じた。その後政府は民営化委員会からの反対により、トムソンの民営化を一時停止し、先にトムソンCSFを民営化することを決定した。
1997年にアエロスパシアル、アルカテル、ダッソーを含む3社が共同でトムソンCSFの買収に名乗りを上げたが、政府はこれを認めず、のちにトムソン側との合意の上でトムソンCSFの民営化を正式に発表。2000年にイギリスの防衛機器企業レイカル・エレクトロニクス（Racal Electronics plc）を買収してタレス・グループとなった。同社傘下の子会社のうちトムソンCSF・セクスタンはタレス・アヴィオニクス（Thales Avionics、現タレスAVSフランス）に、SGSトムソン・マイクロエレクトロニクスも1997年頃までに売却され、1998年にSTマイクロエレクトロニクスと社名を改めた。
一方トムソン・マルチメディアはアルカテル、アメリカのマイクロソフトおよびディレクTV、日本のNECの4社による民間グループと戦略的パートナーシップの締結を機に一部民営化、2000年に完全民営化が行われた。

### 2000年～2009年：メディア事業への進出と財務危機
2000年にトムソン・マルチメディアがフィリップスの放送事業部門（Philips Professional Broadcast）に加え、イギリスのカールトン・テレビジョンから同社が保有していた旧テクニカラー社を買収したことで、トムソンは映像事業への本格参入を果たした。2001年にトムソン・マルチメディアは欧州およびNAFTA加盟地域における競争力の強化を目的に、松下電器とブラウン管分野での協業を発表した。
光ディスクの分野では2002年にトムソン・マルチメディアがBlu-ray Discファウンダーズ（現：Blu-ray Disc アソシエーション）の一員として、松下電器、日立製作所、サムスン電子、LGエレクトロニクス、フィリップスなど8社と共同でBlu-ray Discの規格を策定した。また、松下電器より同社の子会社だったパナソニックディスクサービスを旧テクニカラー社を通じて買収し、DVDの製造拠点を取得。この年、トムソン・マルチメディアは社名をトムソン（2代目）に改めた。2003年にはBlu-ray Discのライセンス供与を開始。2004年にはBlu-ray Discのライバル規格として誕生したHD DVDおよび対応DVDプレーヤーの製造により、Blu-ray DiscだけでなくHD DVDもサポートする姿勢を打ち出した。
音声ファイルフォーマットの分野では、2001年にドイツ・フラウンホーファー研究機構と共に推進していたMP3の新規格mp3PROを発表。同規格の評価版のダウンロード件数は60万件を突破した。2004年にはフラウンホーファーとアメリカ・Agere Systems社と共同で5.1chサラウンド再生に対応したMP3 Surroundを発表した。
こうした映像技術・音声技術の開発に力を注ぐ傍ら、2001年には放送映像機器メーカーのグラスバレー、2004年にはVFX制作会社のムービング・ピクチャー・カンパニー（MPC）、2005年には動画広告ネットワーク会社プレミア・リテール・ネットワークス（Premier Retail Networks、PRN）を傘下に収めた。2007年にはアニメ事業に進出し、インドのアニメ制作会社Paprikaasに出資。2008年にはドリームワークス・アニメーションと戦略的提携を結び、新規スタジオの設立や人材育成の支援などを通してPaprikaasの運営に携わった。この会社はその後2010年に旧テクニカラーの完全子会社となり、のちにテクニカラー・インディア（Technicolor India）と改称している。これらの活動により同社は、メディアおよびエンターテインメント業界へのサービスを提供する企業へと転身する一方で、次第に家電製品の製造から撤退する動きを見せ始める。
2004年に中華人民共和国の家電メーカーTCLグループと合弁企業TCLトムソン電子有限公司（TCL-Thomson Electronics、TTE）を設立すると、トムソンは同社にテレビ・DVDプレーヤーの生産事業を売却すると共にRCAブランドのライセンスを提供した（ただし商標権は同社が所持する形）。さらに2005年、インドのVideoconグループにブラウン管事業を売却。これにより2005年上期では大幅な赤字となり、純損益は4億6200万ユーロ、売上高は29億7000万ユーロと前年同期比で12％減となった。同年12月、ついにトムソンは家電市場からの撤退を正式に発表し、2006年前半にMP3プレーヤーの特許と家庭用電話機を除く家電製品の事業を売却する意向を表明した。また、タレス・グループとの戦略的パートナーシップ提携により同社の放送・マルチメディア機器部門を買収し、IPTVサービス、VOD、デジタル方式のテレビ・ラジオ放送システムおよび機器のプラットフォームを取得した。
2006年にはTTEの業績が悪化し、2億300万ユーロの累積損失を計上。ヨーロッパ市場向けのトムソンブランドのテレビの生産が停止した。2007年には欧州でのAV製品および周辺機器事業を終了。同年末、RCAブランドの世界的な使用権を含む欧州以外の地域でのAV製品事業をAudiovox社（現：Voxx International）に売却した。
2009年には再び財務状況が悪化し、倒産を避けるための合理化案としてグラスバレーとPRNの売却を示唆した。

### 2010年～2019年：テクニカラーへの変更とコングロマリット化

テクニカラーの社名時のロゴ

2010年にトムソンはテクニカラーに社名を変更。多角化した子会社への投資縮小を行ない、グラスバレーおよび放送事業は投資ファンドのフランシスコ・パートナーズに売却。伝送事業、ヘッドエンド設備事業もそれぞれドイツのParter Capital Group、フランスの事業統合開発基金（Fonds de Consolidation et de Développement des Entreprises）に売却した。ただしPRNは買い手から満足のいくオファーが得られなかったため売却を中止し、エンターテインメント・サービス事業の一部として再統合された。
2012年6月20日、テクニカラーは投資グループのベクター・キャピタル（Vector Capital）より16.7億～19.1億ユーロの資本注入を受けた。これにより、ベクター・キャピタルは最大29.94%の少数株式を保有し、その翌日には同社代表のアレクサンダー・スラスキー（Alexander Slusky）、デイヴィッド・フィッシュマン（David Fishman）の2名が取締役に就任した。7月、テクニカラーは放送サービス事業をスウェーデンの通信機器メーカー・エリクソンに売却した。
2013年からはエンターテインメント分野での事業拡大にも取り組み始め、ドリームワークス・アニメーションとの合弁事業としてオンラインでのビデオレンタルサービス「M-Go」を立ち上げた。2014年にはカナダ企業のVFX会社ミスターX（Mr. X Inc.）を買収。それに続き、2015年4月にフランスのミクロス・イマージュ、同年9月にイギリスのザ・ミル（The Mill）を買収した。2015年2月にはフランスのアニメ制作会社OuiDo Productionsを傘下に収め、テクニカラー・アニメーション・プロダクションズ（Technicolor Animation Productions）と社名を変更した。
2015年7月には、アメリカのシスコシステムズからセットトップボックスとケーブルモデム事業を、11月には北米の光学ディスク製造流通事業をカナダのシンラム・グループ（Cinram Group）から取得。これによりテクニカラーは、映像関連事業における巨大コングロマリットとなった。8月には2005年に撤退していたインドにおいてトムソンブランドのテレビの製造が再開した。
2016年にはM-Goをアメリカのファンダンゴ・メディア社に売却。2018年には特許ライセンス事業をインターデジタル社（InterDigital）に4.75億ドルで売却し、2019年にその見返りとして研究開発部門を入手したと発表した。
2019年12月、テクニカラーと前CEOのフレデリック・ローズがフランスにて、ポストプロダクション会社クインタ・インダストリーズ（Quinta Industries）の倒産処理および一連の事業買収における詐欺及び背任行為の容疑で起訴された。

### 2020年～：経営破綻を経ての再編とヴァンティヴァへの変更

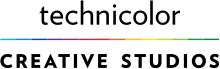
「テクニカラー・クリエイティブ・スタジオ」のロゴ

2020年、テクニカラーはコロナ禍の影響として、アメリカ連邦倒産法第15章（国際倒産）の手続きを開始し、財務再編により12億ユーロあった負債を6億6000万ユーロにまで減らした一方、全世界に1万7000人以上いた従業員の30％にあたるおよそ5000人を解雇した。2021年、ポストプロダクション事業をストリームランド・メディア社（Streamland Media）に売却し、自社傘下のVFX制作会社（MPC、ミクロス・イマージュ、ザ・ミル、ミスターX）を新たに設立したグローバルVFX事業部門に統合。同部門はテクニカラー・クリエイティブ・スタジオ（Technicolor Creative Studios、以下TCS、のちテクニカラー・グループ）と名付けられた。
2021年6月、ミクロス・イマージュのアニメ部門であるミクロス・アニメーション（Mikros Animation）とテクニカラー・アニメーション・プロダクションズの統合を機に、TCS内での組織再編が行われ、2021年9月にミクロス・イマージュの映画部門およびテレビ部門がMPCに、2022年1月にMPCの広告部門がザ・ミルに、同月ミスターXがMPCに吸収される形でそれぞれ統合された。
2022年2月、テクニカラーはTCSを自社より分離独立させ、ユーロネクスト・パリに上場させる計画を発表。分割後はテクニカラーがTCSの資本の35%を保有することとなった。5月にはRCAやトムソンなどの家電ブランドの商標ライセンス事業を約1億ユーロで売却した。
2022年6月には社名を現在のヴァンティヴァに改称することを発表。9月に行われた株主総会で、テクニカラーの社名変更およびTCSの分離独立が採択され、同月27日、TCSは一企業としてユーロネクスト・パリに正式に上場。併せてテクニカラーも社名をヴァンティヴァに改称した。
2023年10月、ヴァンティヴァはアメリカの通信インフラ事業会社コムスコープ社のホームネットワーク部門を買収する計画を発表。買収は2024年1月2日に完了し、それによりヴァンティヴァの株式のうち25％分をコムスコープが取得することになった。
2025年4月、ヴァンティヴァは自社のサプライチェーン・ソリューションズ部門をPEファンド会社のVariant Equityが運用するファンドに売却。同部門はConectivという名称に変更された。

## 事業部門

### 現行
コネクテッドホーム
ブロードバンドゲートウェイ、セットトップボックス等を製造する部門。
スマートスペース
セルフストレージ（貸倉庫）施設のリアルタイム監視システムを販売する部門。2023年9月にはサブ部門としてスマートストレージ部門が立ち上げられた。

### 旧
サプライチェーン・ソリューションズ
旧DVDサービス部門、現Conectiv。アメリカの映画スタジオやCD・ゲーム業界向けにDVDやBlu-ray Discの製造、パッケージ、流通、サプライチェーンの管理を行っていた。2021年8月には、メディア・エンターテインメント以外の事業多角化を発表し、医療機器やライフサイエンス業界向けの部品や消耗品の設計・製造を行っている。
ホームネットワーク
上述の通り、2023年にコムスコープ社より取得。

## 主な製品
2020年9月現在、ヴァンティヴァは中国を除く世界のブロードバンドゲートウェイおよびモデム市場で最も高いシェアを誇っている。
製品の詳細はヴァンティヴァの公式サイト（Broadband - Solutions、Video - Solutions）を参照
- ゲートウェイ機器
  - Gazelle
  - Marlin（DOCSIS 3.1対応ゲートウェイ）
  - Cobra（DSL通信対応ゲートウェイ）

- Wi-Fi中継器
  - Eagle

- セットトップボックス
  - Soundscape（スピーカー一体型製品）
  - Jade
  - Ruby（Android TV対応製品）

- その他
  - Peek（防犯カメラ）[143]
  - HomeSight（在宅介護用モニタリングシステム）[144][145]

## テクニカラー・グループ
テクニカラー・グループ（Technicolor Group、旧テクニカラー・クリエイティブ・スタジオ）は、旧ヴァンティヴァ傘下のVFX制作会社の事業を統括する企業であり、元々はヴァンティヴァの社内部門であった。2022年に事業分割により企業として独立し、その後2024年3月に現在の社名となった。ヴァンティヴァはこの会社の株式のうち35%を保有している。
同社傘下に入っていた企業は以下の通りである。
ザ・ミル：広告・音楽関連専門のVFX会社。
ムービング・ピクチャー・カンパニー（MPC）：映画・テレビ番組専門のVFX会社。
ミクロス・アニメーション：CGアニメーション制作を行う会社。旧ミクロス・イマージュの社内部門。
テクニカラー・ゲームズ（Technicolor Games）：ゲームデヴェロッパー向けの総合的なサービスを提供する会社。
2025年2月21日、テクニカラー・グループは従業員と顧客に対し、同社が「深刻な財政的課題」に直面しているという旨の通知を出し、アメリカにて大量解雇を予告する法的手続きを従業員に送付した。2月24日には世界規模での事業停止が行われ、イギリスとフランスでも破産手続きが開始された。これに合わせ、傘下企業のザ・ミルおよびミクロス・アニメーションはアメリカ国内の拠点閉鎖、MPCは世界9カ所の全拠点の閉鎖を余儀なくされた。これら一連の動きにより、同社で働いていた数千人の従業員が失業する事態となった。
その後、ザ・ミルのアメリカ拠点の元従業員らがDream Machine FX社との提携により新会社Arc Creativeを立ち上げた。
3月1日、テクニカラー・ゲームズが言語翻訳サービス会社のトランスパーフェクト社（TransPerfect）に、27日にはミクロス・アニメーションがカナダのVFX会社ロデオFX社により、それぞれ買収された。
3月28日、トランスパーフェクト社はMPCおよびザ・ミルのフランス拠点を取得した。 

## 主要子会社
テクニカラージャパン株式会社
現時点でテクニカラーの名前を有するヴァンティヴァの日本法人。旧社名は「パイオニアケーブルネットワーク株式会社」で、2017年3月にパイオニアのCATV関連機器事業を旧テクニカラーに譲渡する目的で設立された。その後、発行済株式の51％が子会社のテクニカラー・デリバリー・テクノロジーズ社（Technicolor Delivery Technologies S.A.S.）に譲渡され、「テクニカラー・パイオニア・ジャパン株式会社」に商号変更。2019年より現行の社名となっている。
- 企業情報[165][166][167]
  - 設立：2017年1月25日
  - 本社所在地：東京都港区西新橋3-24-8 山内ビル3F
  - 資本金：9,000万円
  - 代表者：フランソワ・イヴジャンマリー・アラン（代表取締役社長）
  - 事業内容：デジタル放送用セットトップボックスの開発・製造・販売および関連機器の製造・輸入・販売

- 取扱製品（セットトップボックス）
  - BD-V570/BD-V5700R[168]

### かつてのグループ企業
株式会社トムソン技術研究所
- 旧トムソンの日本における技術移転、知的財産とそのライセンス活動の窓口を務めていた会社。1954年にRCAの日本国内における同社の知的財産を管理する日本法人「アメリカン・エレクトロニック・エンタープライゼス・リミテッド社」として設立。その後1969年に「株式会社アールシーエー技術研究所」となり、1986年にはRCAとGEとの合併を機にGE傘下となる。1999年に同社の運営権がGEからトムソン・ライセンシング社（Thomson Licensing S.A.）に完全譲渡され、「株式会社トムソン マルティメディア技術研究所」となる。2003年に現行の社名となり、東京都中央区日本橋に本社を置いていたが、のちにテクニカラージャパンに内包されることとなった。なお、同社は現在法人格が消滅している[169][170]。